# Болотово (Вологодская область)
Болотово — деревня в Вологодском районе Вологодской области.
Входит в состав Марковского сельского поселения, с точки зрения административно-территориального деления — в Марковский сельсовет.
Расстояние по автодороге до районного центра Вологды — 23,5 км, до центра муниципального образования Васильевского — 1,5 км. Ближайшие населённые пункты — Васильевское, Лукинцево, Бурдуково, Никулино, Косково, Борборино, Копцево, Паприха, Тишиново.
По переписи 2002 года население — 11 человек.